# Пословни центар Ушће
Пословни центар „Ушће” (ПЦ „Ушће”), познат и као Кула „Ушће” (енгл. Ušće Tower), налази се на општини Нови Београд, у Блоку 16 на ушћу Саве у Дунав. Саграђена је 1964. године као Палата друштвено-политичких организација, а у њој се налазило седиште Централног комитета Савеза комуниста Југославије, због чега је добила популарни назив ЦК. Данас је пословна зграда у власништву компаније MPC Holding.

## Карактеристике
ПЦ „Ушће” представља 3. највишу зграду у Србији и једну од најсавременијих у региону, висока је укупно 141 метар са антеном. Оригинална висина зграде била 103,9 m, а данашња је због реконструкције и два нова спрата 110 метара.
У обнову овог здања, након њеног оштећења приликом НАТО агресије уложено је 35 милиона евра, зграда је добила два нова спрата и данас има 25 спратова. Укупна површина пословног простора овог објекта износи 27.237 m², а читава зграда је опремљена најсавременијом опремом која је у складу са највишим светским стандардима, сваки спрат има климу, подно грејање, непробојна стакла и савремене системе за надгледање и комуникације итд. Зграда поседује 7 лифтова којима за свега двадесетак секунди може да се стигне од приземља до последњег спрата, а ту је и 750 паркинг места. Током обнове зграда је добила потпуно нову архитектонску глазуру, некадашњу алуминијумско-стаклену фасаду са свих страна заменила су плаво-зеленкаста стакла.
Два новоизграђена спрата почивају на металној конструкцији, а представљају најпримамљивији део зграде будући да се на њима налазе ексклузивни ресторани, атријум за одржавање музичких концерата, промоција и разних сценских наступа, а ту је и конференцијска сала.

## Историја
- Идеја о зидању комплекса зграда највиших државних установа на левој обали Саве, у оквиру новог града, појављује се 1947. године када је и расписан први конкурс за идејно решење.
- Конкурс за нову зграду друштвено-политичких организација расписан је 1959. године, али није било прве награде. Студио „Стадион” из Београда је делио другу награду па је позван на следећи конкурс 1960. године где бива изабрано решење архитекте Михаила Јанковића, комплекс куле са 24 спрата (23 спрата и конзолна надстрешница на 24. спрату) и кружни павиљон са конференцијском двораном. Макета је показана председнику Титу 28. децембра исте године[2].
- Градња траје од 1962. до 1964. године и остварила се само кула. Пројектант армирано-бетонске конструкције је инжењер Милан Крстић.
- Здање је усељено 1965. године као главна зграда Централног комитета Савеза комуниста Југославије, њена првобитна висина била је 106 m. Назив зграде у то време био је Палата друштвено-политичких организација — популарно: зграда „ЦК”.
- Око 1970. зграда је требало да буде мета српског емигранта Николе Каваје који је желео да отме авион Boeing 747 и да га сруши у зграду „ЦК”. Авион је отет, али план није остварен. Каваја је осуђен на 60 година, од чега је провео 23 године у затвору.[3]
- Почетком 90-их. година 20. века након престанка постојања ЦК СКЈ постаје пословни центар у коме су се налазила седишта и представништва многих домаћих и страних предузећа као и телевизијски и радијски медији. Тада је зграда добила и нови назив пословни центар „Ушће”, али и поред тога међу Београђанима је препознатљива по свом претходном називу ЦК.
- 21. априла 1999. године у 3.15 за време НАТО агресије на СР Југославију зграда је била ракетирана у више наврата и претрпела је оштећења. Поново је бомбардована 27. априла у 1.05 часова. Укупно 12 томахавк ракета је погодило зграду.
- 2002. године започети су озбиљни и обимни радови на оспособљавању и преуређењу зграде које је обавила фирма European Construction, ти радови су завршени средином 2005. Приликом ових радова зграда је у потпуности осавремењена и прилагођена највишим светским стандардима, зграда је такође добила и два нова спрата који су уједно и најлепши у целој згради.
- У непосредном окружењу зграде је 31. марта 2009. године отворен велики трговински центар „Ушће”, површине 130 хиљада m² са четири нивоа изнад земље и два испод, рекламиран као највећи на Балкану.[4][5]
- 27. фебруара 2018. године је постављен камен темељац за другу зграду пословног центра „Ушће”.
- 2020. године је завршена зграда пословни центар „Ушће 2“. Зграда има 22 спрата.

### Палата друштвено-политичких организација
Палата друштвено-политичких организација, како је гласио званични назив зграде од изградње 1964. до 1990, била је седиште друштвено-политичких организација тадашње Социјалистичке Федеративне Републике Југославије и Социјалистичке Републике Србије. Поред поменутог Централног комитета Савеза комуниста Југославије (ЦК СКЈ), по ком је зграда и добила популарни назив ЦК у згради се налазило и седиште: Централног комитета Савеза комуниста Србије, Савезне конференције Социјалистичког савеза радног народа Југославије, Републичке конференције Социјалистичког савеза радног народа Србије, Савезног одбора Савеза удружења бораца народноослободилачког рата Југославије (СУБНОР), Републичког одбора Савеза удружења бораца народноослободилачког рата Србије, Савеза синдиката Југославије и др.
После распада Савеза комуниста Југославије, 1990. године, део зграде је припао Социјалистичкој партији Србије (СПС), која је правни наследник Савеза комуниста Србије и Социјалистичког савеза радног народа Србије. Све до бомбардовања 1999. године овде се налазило средиште Главног одбора СПС.

## Комплекс „Ушће”
Корисна површина тржног центра „Ушће” је 130.000 m², а коштао је 150 милиона евра. Испод земље је хипермаркет површине 4.000 m². Под земљом се налазе и два нивоа гаражног простора. Тржни центар има укупан продајни простор од 50.000 m² са бутицима, продавницама, апотекама, банкама, укупно око 150 локала са 8 ресторана и 6 кафића. На трећем спрату је мултиплекс биоскоп са 11 сала.
У серијалу „Инсајдер”, емитованом на телевизији Б92 у априлу 2009, је објављено да је земљиште на коме се налази нови комплекс „Ушће”, укупно 4 хектара и 58 ари, усвајањем детаљног урбанистичког плана 2004. и његовим изменама 2007. „практично уступљено” без тендера власнику MPC Holding, Петру Матићу. Ово земљиште налазило се у две одвојене парцеле, једној од 9 ари на којој се налазио ПЦ „Ушће” и другој, неизграђеној, од готово 5 хектара, која је, према наводима у емисији, као неизграђено државно земљиште „морала ићи на лицитацију”. Уместо овога, одлуком Скупштине града ове локације су препарцелисане и уступљене Матићу чиме је, према „Инсајдеру”, градски буџет оштећен за 30 милиона евра. Б92 је навео и низ других државних установа које су учествовале у процедури у којој је Матић дошао до земљишта без тендера и лицитације. Зоран Алимпић, заменик председника Скупштине града, је изјавио да је Скупштина проценила да је таква потенцијална цена мања од добитка који је град добио остваривањем овакве инвестиције. Јавно градско правобранилаштво је потом израдило правну анализу у којој су утврђене „најблаже речено, недоследности у примени закона” у поступку продаје. Правобранилац је на основу документације утврдио и то да су се у тренутку продаје зграда „Ушћа” и гаража налазиле на истој парцели и да је „потпуно нејасно” како је накнадно купопродајним уговором одређено да се оне налазе на одвојеним парцелама, што је купцу омогућило да се упише и као власник на већој парцели. Анализа је прослеђена Окружном тужилаштву.

## Галерија фотографија
- Реконструкција ПЦ „Ушће”
- ПЦ „Ушће”, ноћу (у десном углу)
- ПЦ „Ушће” приликом заласка сунца
- Поглед из канцеларије ПЦ „Ушће”
- НАТО бомбардовање пословног центра „Ушће”.